# Zmarlika
Zmarlika (Cercis) je rod rostlin řazený do čeledi bobovité (Fabaceae). Zmarliky jsou opadavé dřeviny s jednoduchými listy a nápadnými, časně se rozvíjejícími květy, které často vyrůstají i z kmene a starších větví. Rod zahrnuje asi 10 druhů a je rozšířen v jižní Evropě, Asii a Severní Americe. V České republice jsou některé druhy a jejich kultivary pěstovány jako okrasné dřeviny.

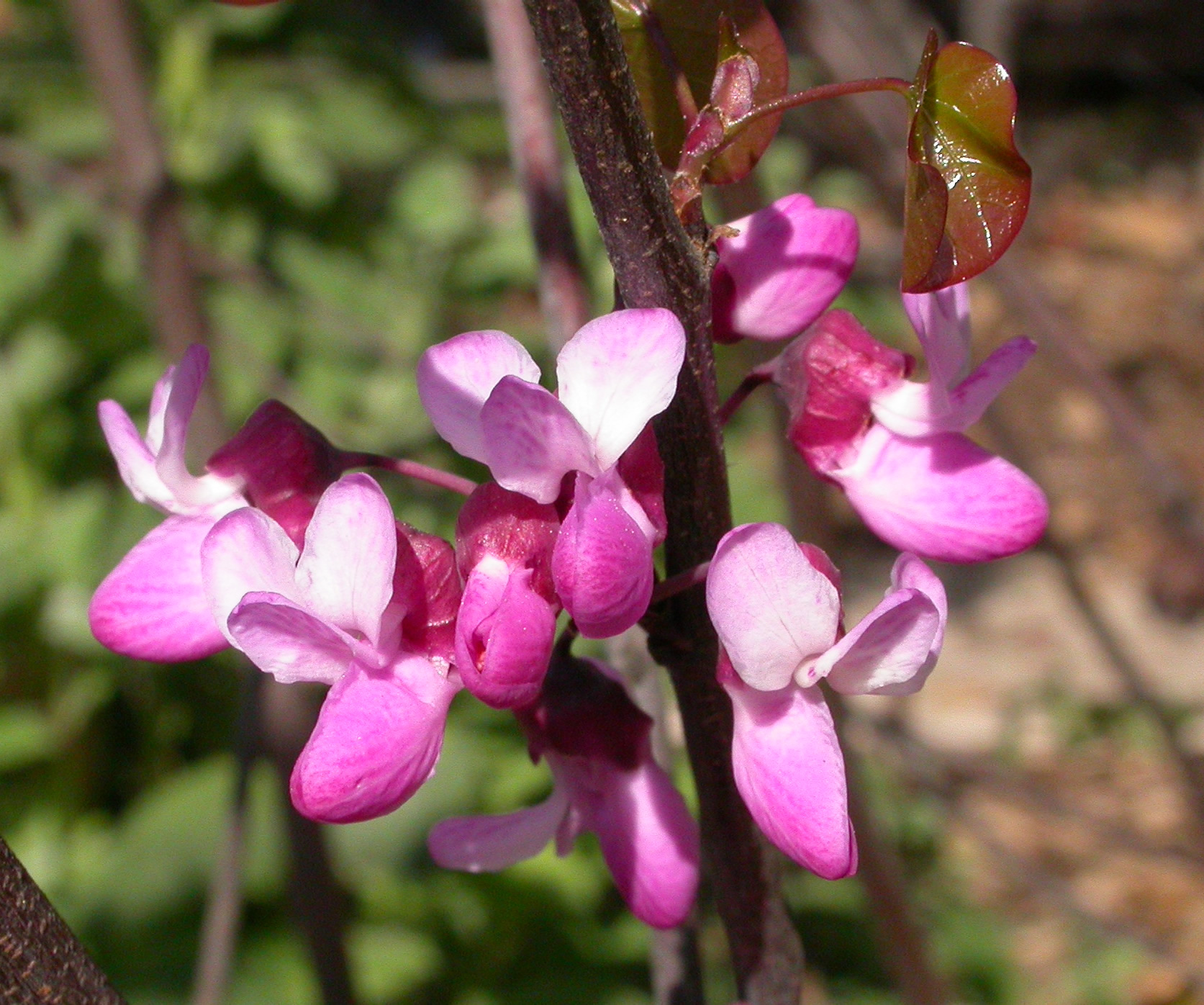
Detail květů zmarliky Cercis occidentalis

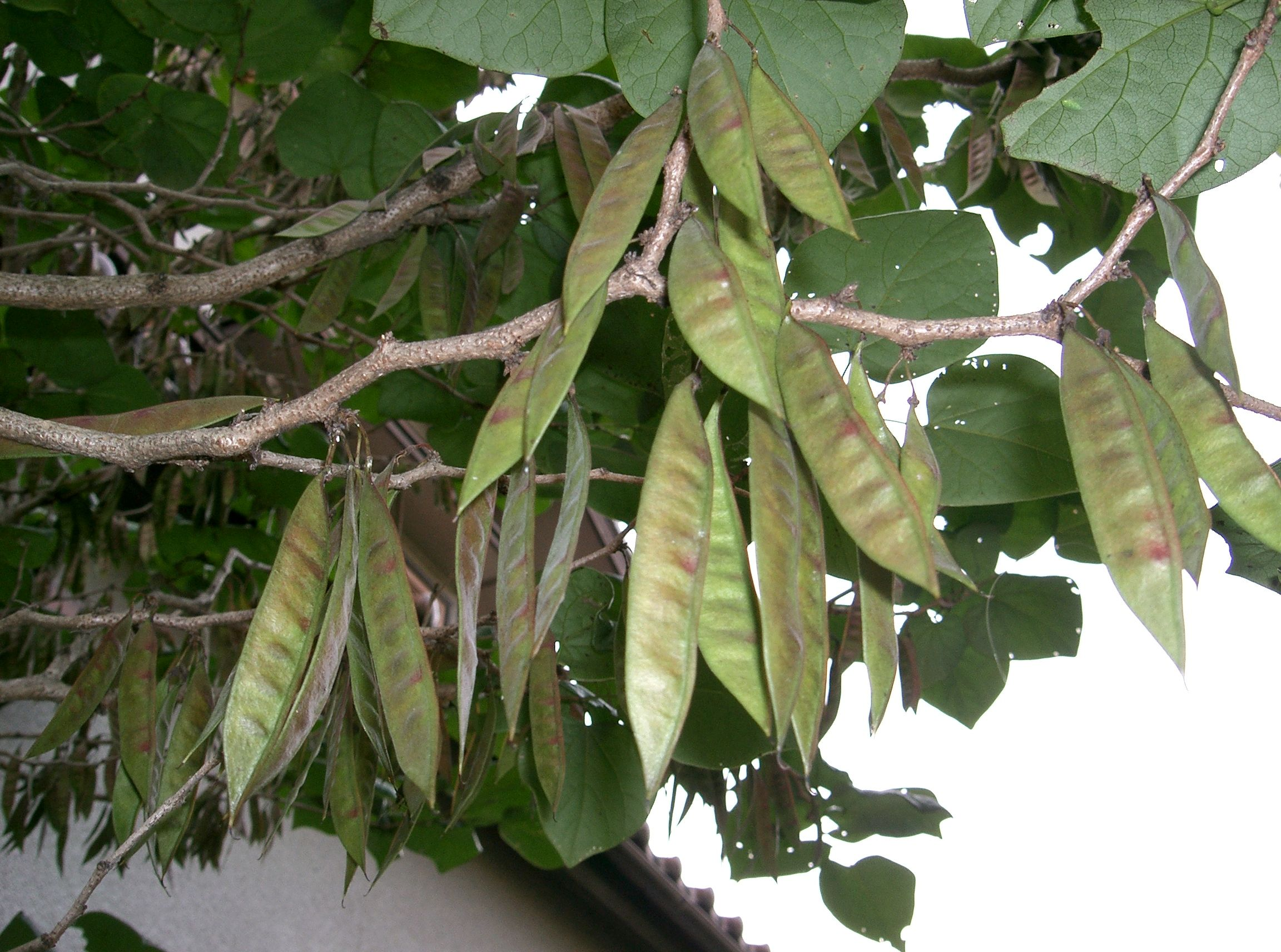
Plody zmarliky čínské

## Popis
Zmarliky jsou opadavé keře a stromy dorůstající výšky až 10 metrů. Listy jsou jednoduché, dlouze řapíkaté a střídavé. Čepel listů je celokrajná, se srdčitou, uťatou až klínovitou bází a s dlanitou žilnatinou. Palisty jsou drobné a opadavé. Květy jsou oboupohlavné, souměrné, bílé, růžové až purpurově červené, uspořádané v hroznech nebo ve svazečcích připomínajících okolík. Svazečky mohou vyrůstat na mladých nebo víceletých větévkách a u některých druhů i na starších větvích a kmenech. Rostliny kvetou před olistěním nebo během rozvíjení listů. Kalich je krátce zvonkovitý, s 5 nestejnými zuby. Květy svým tvarem připomínají klasické květy bobovitých, na rozdíl od nich však horní korunní lístek (pavéza) vyrůstá blíže ke středu květu než ostatní lístky. Spodní 2 korunní lístky jsou nejdelší, horní lístek je nejkratší. Tyčinek je 10, jsou navzájem srostlé a nepřirostlé ke koruně. Semeník je krátce stopkatý, s nitkovitou čnělkou zakončenou hlavatou bliznou. V semeníku bývá 2 až 10 vajíček. Plodem je plochý protáhlý lusk, na obou koncích zašpičatělý a často na břišní straně tence křídlatý. Semena jsou plochá, téměř okrouhlá.

## Rozšíření
Rod zmarlika zahrnuje celkem 9 až 11 druhů. V Evropě roste pouze zmarlika Jidášova (Cercis siliquastrum), a to ve východní části Středomoří. Její celkový areál sahá od Itálie až po Afghánistán. Dva až čtyři druhy zmarlik rostou v Severní Americe, jeden ve Střední Asii, zbylých 5 druhů jsou endemity Číny. Zmarliky rostou na bohatých, vlhkých, hlinitých nebo písčitých půdách, na vápencích, podél vodních toků a jako podrost lesů.

## Taxonomie
V minulosti byl rod zmarlika často řazen do samostatné čeledi sapanovité (Caesalpiniaceae). Tato čeleď byla shledána parafyletickou a v systému APG z roku 1998 vřazena spolu s čeledí citlivkovité (Mimosaceae) do bobovitých (Fabaceae).
Rod zmarlika je v rámci bobovitých řazen do tribu Cercideae, tvořícího bazální větev této čeledi. Mimo zmarliky obsahuje tento tribus i rod bauhínie (Bauhinia) a několik dalších méně známých rodů.
Z Ameriky jsou v některých zdrojích uváděny 4 druhy, v jiných pouze dva. Druhy Cercis mexicana a C. reniformis jsou v dnešní taxonomii brány jako poddruhy Cercis canadensis.

## Historie
Rostliny blízce příbuzné dnešním zmarlikám byly nalezeny ve fosíliích třetihorního stáří a náležejí k nemnohým zkamenělinám bobovitých z té doby.

## Zástupci
- Zmarlika čínská (Cercis chinensis)
- Zmarlika Jidášova (Cercis siliquastrum)
- Zmarlika kanadská (Cercis canadensis)

## Význam
Dřevo zmarlik je kvalitní, snadno opracovatelné a lze je dobře vyleštit. Je používáno celkem zřídka v truhlářství a soustružnictví.
Zmarliky jsou cenné okrasné dřeviny, nápadné zejména časnými květy. V ČR jsou nejčastěji pěstovány různé kultivary zmarliky kanadské, v menší míře i teplomilnější druhy zmarlika čínská a zmarlika Jidášova. Ze sbírek Pražské botanické zahrady v Tróji je uváděn vzácně pěstovaný čínský druh Cercis chingii.

## Pěstování
Zmarliky obecně jsou teplomilné a světlomilné dřeviny, kterým se daří na propustných živných půdách. V mládí jsou citlivé na mráz. Rozmnožování se provádí výsevem semen nebo roubováním na kořeny zmarliky Jidášovy. Semena je třeba před výsevem krátce spařit a nechat nabobtnat.

## Přehled druhů a jejich rozšíření
- Cercis canadensis – Kanada (Ontario), USA a Mexiko
- Cercis chinensis – Čína
- Cercis chingii – Čína
- Cercis chuniana – Čína
- Cercis glabra – Čína
- Cercis griffithii – Írán až Kazachstán a Kyrgyzstán
- Cercis occidentalis – USA (Arizona, Kalifornie, Nevada a Utah)
- Cercis racemosa – Čína
- Cercis siliquastrum – Středomoří až Afghánistán